# Arena Football League 2019
Die Arena-Football-League-Saison 2019 war die 32. und letzte Saison der Arena Football League (AFL). Ligameister wurden die Albany Empire, die die Philadelphia Soul im ArenaBowl XXXII bezwangen.

## Teilnehmende Mannschaften
| Anzahl Mannschaften | 6                                             |
| ------------------- | --------------------------------------------- |
| Neu in der Liga     | Atlantic City Blackjacks, Columbus Destroyers |
| Ausgeschieden       |                                               |

## Regular Season
| Arena Football League    |    |    |   |      |          |
| Team                     | S  | N  | U | Heim | Auswärts |
| x-Albany Empire          | 10 | 2  | 0 | 5–1  | 5–1      |
| y-Washington Valor       | 7  | 5  | 0 | 4–2  | 3–3      |
| y-Philadelphia Soul      | 7  | 5  | 0 | 4–2  | 3–3      |
| y-Baltimore Brigade      | 7  | 5  | 0 | 4–2  | 3–3      |
| Atlantic City Blackjacks | 4  | 8  | 0 | 3–3  | 1–5      |
| Columbus Destroyers      | 1  | 11 | 0 | 1–5  | 0–6      |

Siege, Niederlage, Unentschieden, x-Division Titel, y-Play-offs erreicht

## Playoffs
|  | Halbfinale | Halbfinale   | Halbfinale |  |  | ArenaBowl XXXII | ArenaBowl XXXII | ArenaBowl XXXII |
|  |            |              |            |  |  |                 |                 |                 |
|  |            |              |            |  |  |                 |                 |                 |
|  | 1          | Albany       | 123        |  |  |                 |                 |                 |
|  | 4          | Baltimore    | 47         |  |  |                 |                 |                 |
|  |            |              |            |  |  | 1               | Albany          | 45              |
|  |            |              |            |  |  | 3               | Philadelphia    | 27              |
|  | 2          | Washington   | 74         |  |  |                 |                 |                 |
|  | 3          | Philadelphia | 117        |  |  |                 |                 |                 |
|  |            |              |            |  |  |                 |                 |                 |

### ArenaBowl XXXII
Der ArenaBowl XXXII wurde am 11. August 2019 im Times Union Center in Albany, New York ausgetragen. Das Spiel verfolgten 12.042 Zuschauer.

## Regular Season Awards
| Award                | Gewinner    | Position    | Team          |
| -------------------- | ----------- | ----------- | ------------- |
| Most Valuable Player | Tommy Grady | Quarterback | Albany Empire |

## Zuschauertabelle
| Team                     | Zuschauerschnitt |
| ------------------------ | ---------------- |
| Albany Empire            | 10.053           |
| Atlantic City Blackjacks | 5.430            |
| Baltimore Brigade        | 4.576            |
| Columbus Destroyers      | 7.054            |
| Philadelphia Soul        | 8.733            |
| Washington Valor         | 7.327            |
| Ligadurchschnitt         | 7.195            |